# Landbouwkrediet (wielerploeg)/2011
Deze pagina geeft een overzicht van de Landbouwkrediet-wielerploeg in 2011.

## Algemene gegevens
Sponsor: Landbouwkrediet
Algemeen manager: Gérard Bulens
Ploegleiders: Marco Saligari & Jef De Bilde
Fietsen: Colnago
Onderdelen: Campagnolo

## Lijst van renners
| Naam                              | Geboortedatum | Nationaliteit | Ploeg 2010                   |
| --------------------------------- | ------------- | ------------- | ---------------------------- |
| Frédéric Amorison                 | 16-02-1978    | België        |                              |
| Vincent Baestaens (vanaf 01/05)   | 18-06-1989    | België        | Telenet-Fidea                |
| Koen Barbé                        | 20-01-1981    | België        |                              |
| Dirk Bellemakers                  | 19-01-1984    | Nederland     |                              |
| Jonathan Breyne                   | 04-01-1991    | België        | Qin Cycling Team             |
| Edwig Cammaerts                   | 17-07-1987    | België        | Lotto-Bodysol                |
| Davy Commeyne                     | 14-05-1980    | België        |                              |
| Bert De Waele                     | 21-07-1975    | België        |                              |
| Hans Dekkers                      | 07-08-1981    | Nederland     |                              |
| Sébastien Delfosse                | 29-11-1982    | België        |                              |
| Bart Dockx                        | 02-09-1981    | België        |                              |
| Benjamin Gourgue                  | 09-03-1986    | België        |                              |
| Matti Helminen                    | 14-08-1975    | Finland       | Geen ploeg                   |
| Reinier Honig                     | 28-10-1983    | België        | Acqua e Sapone               |
| Egidijus Juodvalkis               | 08-04-1988    | Litouwen      | Palmans-Cras                 |
| Aidis Kruopis                     | 26-10-1986    | Litouwen      | Palmans-Cras                 |
| Sven Nys                          | 17-06-1976    | België        |                              |
| Kevin Peeters                     | 05-02-1987    | België        |                              |
| Baptiste Planckaert               | 28-09-1988    | België        |                              |
| Bert Scheirlinckx                 | 01-11-1974    | België        |                              |
| Joeri Stallaert                   | 25-01-1991    | België        | Neo                          |
| Bobbie Traksel                    | 03-11-1981    | Nederland     | Vacansoleil Pro Cycling Team |
| Sven Vanthourenhout (vanaf 01/03) | 14-01-1981    | België        | Sunweb-Revor                 |
| Geert Verheyen                    | 10-03-1973    | België        |                              |

## Belangrijke overwinningen
| GP Sven Nys Winnaar: Sven Nys Parkcross Winnaar: Sven Nys Vlaamse Aardbeiencross Winnaar: Sven Nys Superprestige veldrijden Eindklassement: Sven Nys Grote Prijs Neerpelt Winnaar: Sven Nys Cyclocross Pilsen Winnaar: Sven Nys Jaarmarktcross Niel Winnaar: Sven Nys Duinencross Winnaar: Sven Nys Cyclocross Gieten Winnaar: Sven Nys Scheldecross Winnaar: Sven Nys Druivencross Winnaar: Sven Nys Citadelcross Winnaar: Sven Nys Cyclocross Leuven Winnaar: Sven Nys | Vlaamse Pijl Winnaar: Frédéric Amorison Omloop van het Waasland Winnaar: Aidis Kruopis GP Pino Cerami Winnaar: Bert Scheirlinckx Grote 1-Mei Prijs Winnaar: Aidis Kruopis Ronde van Picardië 1e etappe: Egidijus Juodvalkis Ronde van België 3e etappe: Aidis Kruopis Internationale Wielertrofee Jong Maar Moedig Winnaar: Bert Scheirlinckx Parijs-Corrèze 2e etappe: Bert De Waele Schaal Sels Winnaar: Aidis Kruopis |

1992 · 1993 · 1994 · 1995 · 1996 · 1997 · 1998 · 1999 · 2000 · 2001 · 2002 · 2003 · 2004 · 2005 · 2006 · 2007 · 2008 · 2009 · 2010 · 2011 · 2012 · 2013 · 2014